# Scott Kelby

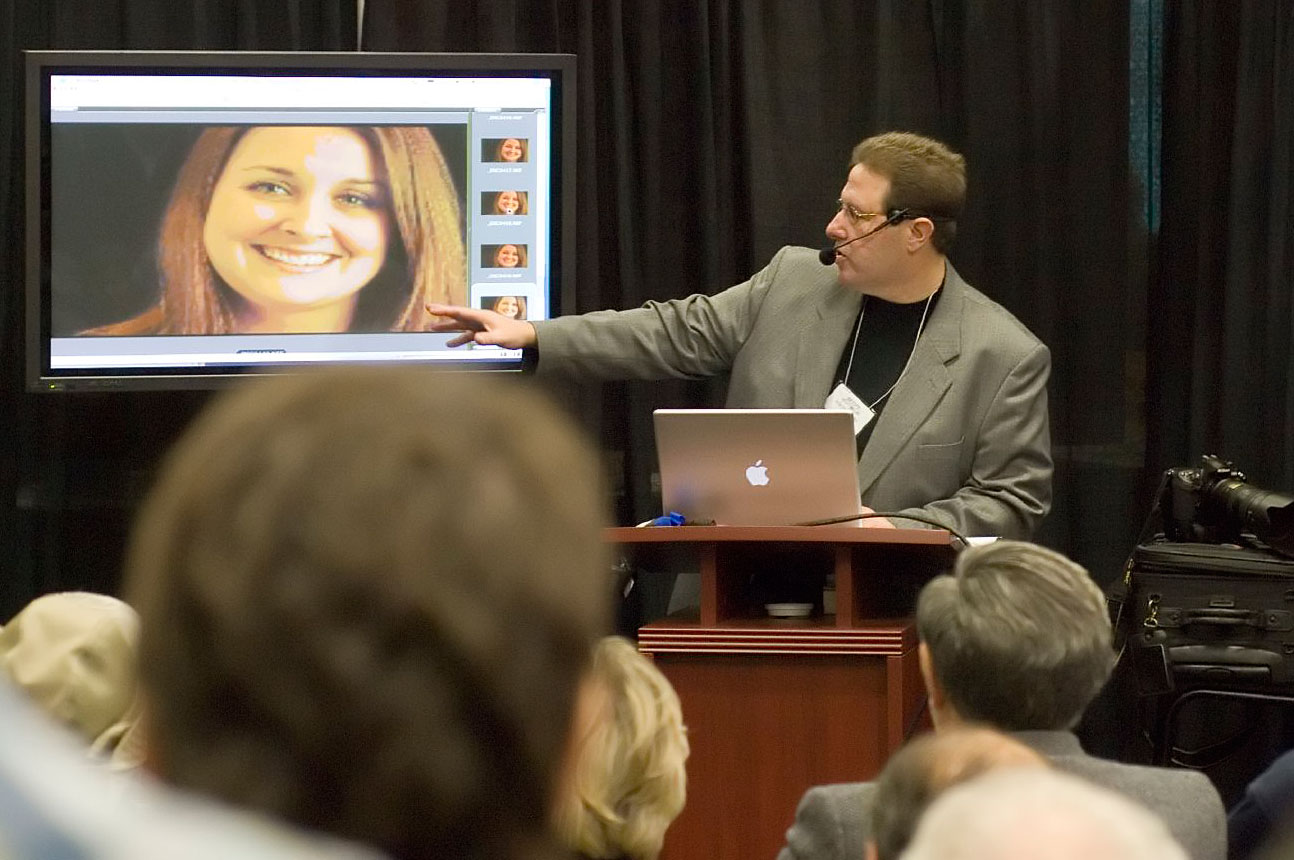
Scott Kelby

Scott Kelby (ur. 1960 w Lakeland, Floryda) - fotograf, projektant, wielokrotnie nagradzany autor ponad 30 książek o fotografii, od 1993 roku pracuje jako instruktor i wykładowca specjalizujący się w programie Adobe Photoshop.

## Publikacje w języku polskim[1]
- Photoshop CS4/CS4 PL. Pikantne efekty specjalne, Helion, Gliwice 2009, ISBN 978-83-246-2508-6
- Mac OS X Leopard. 205 lekcji ze Scottem Kelbym, Helion, Gliwice 2009, ISBN 978-83-246-1963-4
- Co potrafi Twój iPhone? Podręcznik użytkownika, wydanie II, Helion, Gliwice 2009, ISBN 978-83-246-2132-3
- Sekrety cyfrowej ciemni Scotta Kelbyego. Edycja i obróbka zdjęć w programie Adobe Photoshop Lightroom 2, Helion, Gliwice 2009, ISBN 978-83-246-2167-5
- Sekrety mistrza fotografii cyfrowej. Nowe ujęcia Scotta Kelbyego, Helion, Gliwice 2008, ISBN 978-83-246-1580-3
- Fotografia cyfrowa. Edycja zdjęć, wydanie IV, Helion, Gliwice 2008, ISBN 978-83-246-1410-3
- Co potrafi Twój iPOD? Podręcznik użytkownika, wydanie IV, Helion, Gliwice 2008, ISBN 978-83-246-1641-1
- Mac OS X Tiger. Skuteczne rozwiązania, Helion, Gliwice 2008, ISBN 978-83-246-1267-3
- System 7 punktów Scotta Kelbyego. Kluczowe techniki, które dzielą przeciętne zdjęcie od prawdziwej fotografii, Helion, Gliwice 2008, ISBN 978-83-246-1522-3
- Sekrety cyfrowej ciemni Scotta Kelbyego. Edycja i obróbka zdjęć w programie Adobe Photoshop Lightroom, Helion, Gliwice 2008, ISBN 978-83-246-1198-0
- Sekrety Mistrza fotografii cyfrowej. 195 ujęć Scotta Kelby'ego, Helion, Gliwice 2007, ISBN 978-83-246-0829-4
- Photoshop CS2/CS2 PL. Skuteczne rozwiązania, Helion, Gliwice 2006, ISBN 83-246-0317-4
- Photoshop. Księga kanałów obrazu, Helion, Gliwice 2006, ISBN 83-246-0491-X
- Fotografia cyfrowa. Photoshop Elements 4, Helion, Gliwice 2006, ISBN 83-246-0403-0
- Fotografia cyfrowa. Edycja zdjęć, wydanie III, Helion, Gliwice 2005, ISBN 83-246-0080-9
- Photoshop. Efekty specjalne, Helion, Gliwice 2005, ISBN 83-7361-983-6
- Photoshop CS/CS PL. Skuteczne rozwiązania, Współautor: Felix Nelson, Helion, Gliwice 2004, ISBN 83-7361-550-4
- Fotografia cyfrowa. Edycja zdjęć, wydanie II, Helion, Gliwice 2004, ISBN 83-7361-470-2
- Fotografia cyfrowa. Edycja zdjęć, Helion, Gliwice 2003, ISBN 83-7361-196-7
- Photoshop 7. Skuteczne rozwiązania, Współautor: Felix Nelson, Helion, Gliwice 2003, ISBN 83-7361-047-2